# Transporte de Bogotá

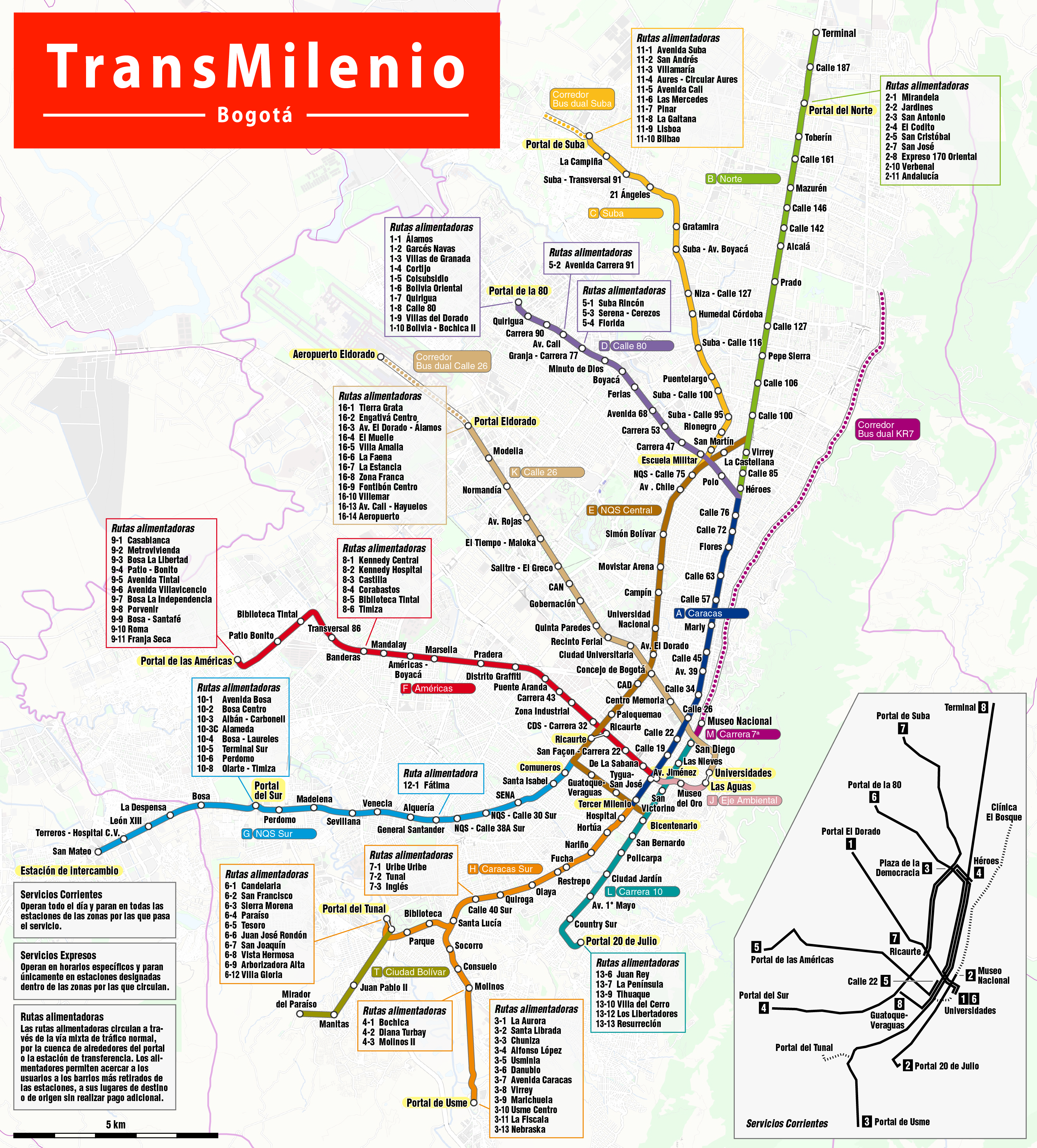
Mapa de las rutas de Transmilenio.

El transporte de Bogotá es el resultado de las interacciones de los diferentes sistemas de transporte. El sistema de transporte de Bogotá es el más grande de Colombia y se realizan (2017) cerca de 12,2 millones de viajes diarios. De ellos el 42% se realiza en el Sistema Integrado de Transporte de Bogotá, el 26% en TransMilenio, el 22% en automóviles privados, el 11% a pie,  el 4% en motocicleta, el 3% en taxi y el 2% en bicicleta.

## Malla vial

### Accesos
El Distrito Capital de Bogotá está limitado por dos barreras naturales. Por el este, están los cerros orientales y por el oeste está el río Bogotá. El río Bogotá es cruzado por vías principales en la calle 13, la calle 80 y en el municipio de Cota.
Hacia el sur está la reserva natural del Sumapaz (localidad de Sumapaz) y hacia el norte se extiende el Altiplano cundiboyacense. Como el distrito está conurbado con el municipio de Soacha, solo se listan los accesos importantes entre las dos entidades. En la siguiente tabla se resumen los accesos a la capital colombiana.
| Vía de acceso                                                        | Correspondencia                              | Comunica con                                                                              | Dirección |
| -------------------------------------------------------------------- | -------------------------------------------- | ----------------------------------------------------------------------------------------- | --------- |
| Autopista Norte                                                      | RN 45A en Chía                               | Chía, Zipaquirá, Tunja, Bucaramanga, Costa atlántica                                      | Norte     |
| Carrera Séptima                                                      | RN 55 en Chía                                | Chía, Zipaquirá, Tunja, Bucaramanga, Costa atlántica                                      | Norte     |
| Avenida La Conejera                                                  | Calle 11 (Cota)                              | Municipios de la Sabana (Cota, Tenjo, Chía )                                              | Oeste     |
| Calle 80                                                             | RN 50 en Funza                               | Funza, Medellín, Chía, Manizales, Pereira, Costa Atlántica (También a Cali y el Pacífico) | Oeste     |
| Calle 13                                                             | RN 50 en Funza                               | Funza, Medellín, Chía, Manizales, Pereira, Costa Atlántica (También a Cali y el Pacífico) | Oeste     |
| Calle 185 (Vía Serrezuela)                                           | Carretera Municipal Bogotá-La Calera         | Municipio de La Calera                                                                    | Este      |
| Calle 85-Av. Circunvalar                                             | RN 50 en La Calera                           | Municipios del noreste de Bogotá (La Calera, Guasca, Gachetá, Sopó)                       | Este      |
| Calle 10 (Vía a Choachí)                                             | Carretera Departamental Bogotá-Choachí       | Municipios del oriente de Bogotá (Choachí, Fómeque)                                       | Este      |
| Calle 95 sur- Transversal 80i                                        | Carrera 38 y Vía rural de Bosatama en Soacha | Municipio de Soacha (Comuna 3 la Despensa)                                                | Suroeste  |
| Carrera 77G                                                          | Carrera 24                                   | Municipio de Soacha (Comuna 3 la Despensa)                                                | Suroeste  |
| Carrera 77J-Calle 67 Sur Avenida Las Torres y Avenida Agoberto Mejía | Carrera 24-Calle 53                          | Municipio de Soacha (Comuna 3 la Despensa)                                                | Suroeste  |
| Autopista Sur                                                        | RN 40 en Soacha                              | Cali, Girardot, Pereira, Neiva, Ibagué y Costa Pacífica                                   | Suroeste  |
| Carrera 77C                                                          | Calle 60                                     | Municipio de Soacha (Comuna 4 Cazucá)                                                     | Suroeste  |
| Calles 76A y 77 Sur con Carrera 75B                                  | Calles 41 y 42 con Carrera 50 Este           | Municipio de Soacha (Comuna 4 Cazucá)                                                     | Suroeste  |
| Vía Sumapaz                                                          | Vía Sumapaz en Cabrera                       | Municipio de Cabrera                                                                      | Sur       |
| Autopista al Llano                                                   | RN 40 en Chipaque                            | Villavicencio, Llanos Orientales                                                          | Sureste   |

La Autopista Norte (junto con la carrera séptima), conectan a Bogotá con todo el altiplano. Conecta con Boyacá y Santander.
La Calle 13, que atraviesa la localidad de Fontibón, Permite conectar con todo el oeste del país. Permite tomar la Troncal de Magdalena para salir a la costa atlántica, pero también permite desviar a Girardot para así comunicar con la vía a Buenaventura (Cali) o la vía hacia los departamentos de Huila y Caquetá. La Avenida Centenario hace parte de la Carretera Panamericana en el tramo Simón Bolívar que la une con Caracas, Maracaibo, Quito y Guayaquil.
La Autopista Sur comunica a la ciudad con el sur y occidente colombiano, así como con Ecuador y el resto de países del sur del continente. Por el Occidente, se encuentra la Avenida Calle 80 (en la localidad de Engativá), que después del Puente sobre el Río Bogotá, se convierte en la Autopista Medellín-Bogotá, comunicando a la ciudad con el noroccidente colombiano.
En el suroriente cuenta con la única vía de acceso hacia los llanos orientales: la Avenida Boyacá que empalma con la Avenida Caracas pasan a convertirse en la Autopista al Llano, comunicando con la ciudad de Villavicencio y el resto de los Llanos Orientales.
La Avenida Suba-Cota conecta la ciudad con el municipio de Cota. Salvo el acceso a otros municipios pequeños, esta vía sirve como alternativa para salir a la Autopista Norte y la Autopista Medellín-Bogotá.
Por el oriente, donde están los cerros orientales, se conecta la ciudad por otras dos vías de acceso. Son las denominadas vía a Choachí y la vía a La Calera. La avenida Circunvalar, es la vía periférica de la ciudad en la zona de los Cerros Orientales, esta se une en un extremo con la vía a Choachí y posteriormente en otro extremo con la Avenida de los Cerros que se une a la vía a La Calera. También desde la Carrera séptima de comunica con la antigua vía al Guavio.
Por el suroccidente, debido a donde está la frontera entre la localidad de Bosa (barrios El Toche, Alameda del Parque, José María Carbonell y Bosa Piamonte) con la comuna soachuna de La Despensa (Ciudad Verde, Juan Pablo I, La María y La Despensa), sirve de acceso alterno para el tránsito hacia el interior de Soacha y se caracteriza por su múltiple accesibilidad por las calles que enlazan las dos entidades geográficas, siendo separados parcialmente por el Humedal Tibaníca y el canal río Claro.
De igual manera Altos de Cazucá (que sirve de frontera entre la localidad de Ciudad Bolívar y la comuna de Cazucá) a pesar de que tiene las conexiones por calles, no es muy usado debido a su poca transitabilidad y a la inseguridad.

### Vías principales
La ciudad cuenta con vías de mediana y alta capacidad, usualmente conocidas como avenidas, las cuales poseen un nombre que las resalta frente al resto de las vías urbanas que solo poseen un número en su nomenclatura. Sin embargo, la mayoría de estas avenidas son conocidas por su número de vía más que por su nombre, ya que un solo corredor vial puede tener varios nombres en diferentes tramos; las placas de nomenclatura vial poseen tanto el nombre como el número. A continuación se muestran las principales vías arterias de la ciudad:
| Nombre                                                 | Nomenclatura Principal | Nombre                                     | Nomenclatura Principal | Nombre                             | Nomenclatura Principal | Nombre                                              | Nomenclatura Principal         |
| ------------------------------------------------------ | ---------------------- | ------------------------------------------ | ---------------------- | ---------------------------------- | ---------------------- | --------------------------------------------------- | ------------------------------ |
| Avenida la Victoria                                    | KR 3 Este              | Avenida del Congreso Eucarístico           | KR 68                  | Avenida de las Orquídeas           | CL 161                 | Avenida Jorge Eliecer Gaitán (Avenida Eldorado)     | CL 26                          |
| Avenida Patricio Samper Gnecco (Avenida Circunvalar)   | KR 1                   | Avenida de la Constitución (Avenida Rojas) | KR 70                  | Avenida la Sirena                  | CL 153                 | Avenida de la Esperanza                             | CL 24                          |
| Avenida Carrera 3                                      | KR 3                   | Avenida Low Murta                          | KR 72                  | Avenida de las Mercedes            | CL 153                 | Avenida Luis Carlos Galán (Avenida de la Esperanza) | CL 24                          |
| Avenida Alberto Lleras Camargo                         | KR 7                   | Avenida Boyacá                             | KR 72                  | Avenida Cedritos                   | CL 147                 | Avenida de las Américas                             | CL 23 CL 9 CL 6                |
| Avenida Laureano Gómez (Avenida Ferrocarril del Norte) | KR 9                   | Avenida Federico Lleras                    | KR 72                  | Avenida Suba                       | CL 145                 | Avenida Jiménez                                     | CL 22 KR 2A CL 13              |
| Avenida Fernando Mazuera                               | KR 10                  | Avenida Poporo Quimbaya                    | KR 78B                 | Avenida Camino del Prado           | CL 138                 | Avenida Ferrocarril                                 | CL 22                          |
| Avenida Germán Arciniegas                              | KR 11                  | Avenida Agoberto Mejía Cifuentes           | KR 80                  | Avenida Contador                   | CL 134                 | Avenida Ciudad de Lima                              | CL 19 TV 39 bis A              |
| Avenida Tunjuelito                                     | KR 13F                 | Avenida San Bernardino                     | KR 80J                 | Avenida Iberia                     | CL 134                 | Avenida Industrial                                  | CL 19                          |
| Avenida Jorge Uribe Botero                             | KR 15                  | Avenida Tintal(Avenida Guayacanes)         | KR 89                  | Avenida el Tabor                   | CL 132                 | Avenida Puente Aranda                               | CL 17                          |
| Avenida Paseo del Country                              | KR 15                  | Avenida el Rincón                          | KR 91                  | Avenida Rodrigo Lara Bonilla       | CL 127                 | Avenida del Centenario                              | CL 13 CL 17 DG 16              |
| Avenida Pasquilla                                      | KR 17A                 | Avenida Fontibón                           | KR 97                  | Avenida Callejas                   | CL 127                 | Avenida Colón                                       | CL 13                          |
| Avenida Mariscal Sucre                                 | KR 24                  | Avenida Ciudad de Cali                     | KR 86                  | Avenida Pepe Sierra                | CL 116                 | Avenida Alsacia(Avenida Guayacanes)                 | CL 12                          |
| Avenida Santa Bárbara                                  | KR 19                  | Avenida Bolivia                            | KR 104                 | Avenida Carlos Lleras Restrepo     | CL 100                 | Avenida Castilla                                    | CL 8                           |
| Avenida Caracas                                        | KR 14                  | Avenida Gonzalo Ariza                      | KR 110                 | Avenida España                     | CL 100                 | Avenida José Asunción Silva                         | CL 7                           |
| Avenida Colombia                                       | KR 24                  | Avenida Santa Fe                           | KR 112                 | Avenida Alejandro Obregón          | CL 92                  | Avenida de los Comuneros                            | CL 6 KR 9A                     |
| Avenida General Santander                              | KR 27                  | Avenida el Cortijo                         | KR 114                 | Avenida Morisca                    | CL 90                  | Avenida Manuel Cepeda Vargas                        | CL 3 DG 3 CL 6                 |
| Avenida Ciudad de Quito (Carrera 30/NQS)               | KR 30                  | Avenida Versalles                          | KR 116                 | Avenida Calle 85                   | CL 85                  | Avenida Ciudad Montes                               | CL 3                           |
| Avenida Jorge Gaitán Cortés                            | KR 30                  | Avenida Longitudinal de Occidente          | KR 96                  | Avenida Medellín                   | CL 80                  | Avenida de la Hortúa                                | CL 1                           |
| Avenida Cundinamarca                                   | KR 36                  | Avenida del TAM                            | KR 129                 | Avenida Chile (Calle 68)           | CL 72                  | Avenida Fucha                                       | CL 11 Sur CL 8 Sur             |
| Avenida Ferrocarril del Sur                            | KR 39                  | Avenida Guaymaral                          | CL 235                 | Avenida Gabriel Andrade            | CL 68                  | Avenida Primero de Mayo                             | CL 22 Sur CL 26 Sur CL 55 Sur  |
| Avenida Pedro León Trabuchy                            | KR 40                  | Avenida los Arrayanes                      | CL 209                 | Avenida del Salitre                | CL 66A                 | Avenida Quiroga                                     | CL 36 Sur                      |
| Avenida Paseo de los Libertadores (Autopista Norte)    | KR 45                  | Avenida el Polo                            | CL 200                 | Avenida José Celestino Mutis       | CL 63                  | Avenida Ciudad de Villavicencio                     | CL 36L Sur DG 44 Sur CL 43 Sur |
| Avenida Alfredo Bateman (Avenida Suba)                 | TV 60                  | Avenida Tibabita                           | CL 191                 | Avenida de las Palmas              | CL 57                  | Avenida de los Muiscas                              | DG 38 Sur                      |
| Avenida Batallón Caldas                                | KR 50                  | Avenida San Antonio                        | CL 183                 | Avenida Pablo VI                   | CL 53                  | Avenida Santa Lucía                                 | CL 44 Sur                      |
| Avenida Córdoba                                        | KR 55                  | Avenida Cota                               | CL 170                 | Avenida Francisco Miranda          | CL 45                  | Avenida del Sur (Autopista Sur)                     | CL 45A Sur CL 57R Sur          |
| Avenida las Villas                                     | KR 58                  | Avenida San Juan Bosco                     | CL 170                 | Avenida Monseñor Josemaría Escrivá | DG 40A                 | Avenida la Guacamaya                                | CL 48 Sur                      |
| Avenida de la Esmeralda                                | KR 60                  | Avenida San José                           | CL 170                 | Avenida Teusaquillo                | CL 34                  | Avenida Bosa                                        | CL 59 Sur                      |

### Proyectos futuros de conexión
En los próximos años se espera que comience la construcción de la avenida Longitudinal de Occidente (ALO), que será la vía periférica del occidente de la ciudad y que tendrá como objetivo descongestionar el tráfico al interior de la ciudad. Comenzará en el peaje de Chusacá, atravesando el municipio de Soacha para penetrar posteriormente en el perímetro de la ciudad, por la localidad de Bosa.
Continúa hacia el norte pasando por las localidades de Ciudad Kennedy, Fontibón, Engativá y Suba, para finalmente terminar en el extremo norte en el sitio de La Caro en el Municipio de Chía. Esta vía se tiene proyectado que funcione con un sistema de Telepeaje free flow similar al de las autopistas de Santiago de Chile.
También se ha considerado la ampliación de las Avenidas Tintal y Ciudad de Cali, que permitan también colaborar en ese sentido con la descongestión de la misma autopista y desarrollar la circulación vehicular de Soacha, así como el paso por las áreas rurales de Ciudad Bolívar y de Usme la Vía Perimetral de Oriente en el sur y el túnel de la Calle 170 con Carrera Séptima en Usaquén por el norte.

## Transporte público
A mediados de los años 80 el sistema de buses, busetas y microbuses como transporte público entró en una crisis insostenible. El aumento de la población, los enfrentamientos de conductores por la guerra del centavo, accidentes y la gran cantidad de multas por imprudencias en las vías hicieron que el gobierno planteara posibles soluciones para mejorar la situación del transporte en Bogotá. Hacia la década de los años 90, luego del desmonte del servicio de Trolebús de Bogotá, y para mitigar los problemas mencionados con anterioridad, se construyó la troncal de la caracas durante la alcaldía de Andrés Pastrana al ser una de las vías más congestionadas de la ciudad, la nueva troncal constaba de carriles exclusivos para los buses, busetas y microbuses con paraderos y señalización demarcada. La idea nunca funcionó, la mole de concreto con el tiempo se convirtió en refugio para delincuentes y habitantes de calle, el diseño de los separadores era antiestético y a menudo servía de baño público y basurero, el caos era total que los conductores de buses ni siquiera recogían a los pasajeros. Durante décadas se debatió sobre la construcción de una red de transporte metropolitano, pero nunca se contó con el apoyo del gobierno nacional, debiéndose descartar y aplazar varios proyectos de construcción de un sistema de tren metropolitano.
Uno de estos proyectos, a cargo de la compañía Metrobús y otros inversores extranjeros, fue cancelado por oposición de los transportistas locales y problemas económicos, pero sirvió de semilla para el actual sistema TransMilenio.
Se tiene prevista la construcción de nuevas autopistas interurbanas, por concesiones privadas, periféricos que atraviesen la ciudad por vías elevadas y modernizar toda la red vial de la ciudad y la zona metropolitana.
Con el proyecto del nuevo terminal aéreo internacional de carga de Bogotá, se planea realizar nuevas autopistas que conecten los nuevos centros de logística e industriales que se están construyendo en las afueras de la ciudad, reduciendo el nivel de polución y de embotellamientos en la ciudad, todo esto se complementa con los nuevos terminales de carga terrestre que son posibles gracias al mejoramiento de las autopistas colombianas.

### TransMilenio
En 1998, durante la primera administración de Enrique Peñalosa, se inició un gran proyecto integrado de transporte masivo, la construcción de un sistema basado en vehículos articulados o BRT, en lugar de una red de metro, debido a los bajos costos y para poder construir una mayor cantidad de líneas, denominado como Sistema de Transporte Masivo del Tercer Milenio "TransMilenio", que además contaría con servicios alimentadores a los barrios periféricos e intermunicipales a los municipios metropolitanos. Con este la creación de la Empresa de Transporte de Tercer Milenio, TRANSMILENIO S.A. se le quitaba el poder a las empresas afiliadoras sobre el transporte público ya que incluía al sector público y el privado -se estableció como una sociedad anónima de carácter comercial con aportes públicos-. Acababa también con que los conductores tuvieran relación con el dinero (guerra del centavo) y dejaran de preocuparse por hacer más rápido su recorrido. Para esto se implementaron troncales con estaciones en las que personal encargado manejaba el dinero y la nueva forma de pago, tarjetas. La construcción de carriles exclusivos para los buses, puentes, ciclorutas y plazoletas fueron otras de las características que hicieron de Transmilenio la mejor solución para la movilización de los ciudadanos en la época.
El 18 de diciembre del 2000 se inauguraron las primeras dos líneas, la troncal Caracas y la calle Ochenta. En la actualidad cuenta con 147 estaciones a lo largo de 11 troncales (líneas), distinguidas por letra y color. 

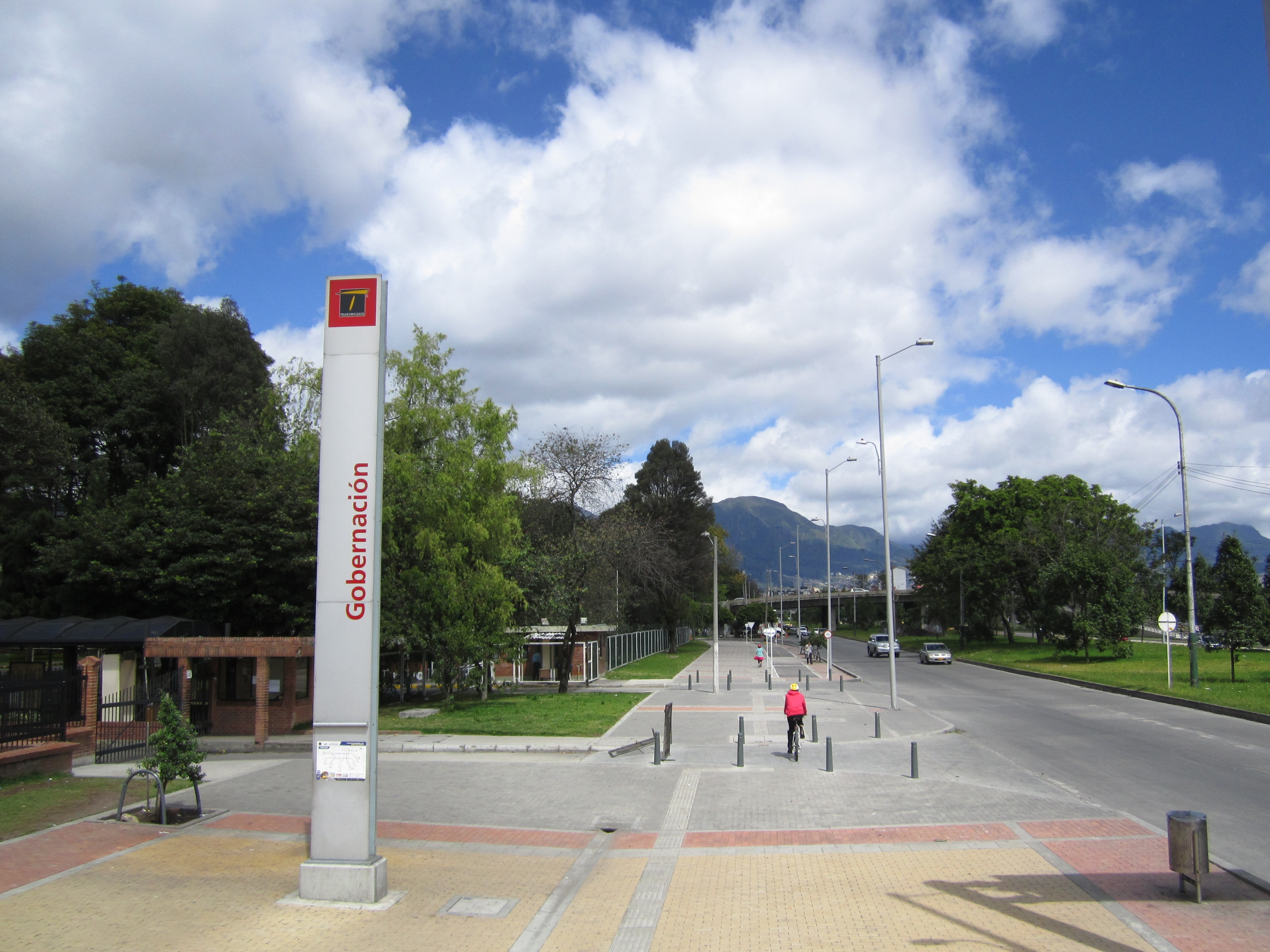
Estación Gobernación, en la avenida 26 con carrera 50.

El sistema cuenta con articulados que prestan los servicios Corriente, Expreso y Superexpreso. 
La línea de la Carrera Séptima fue descartada por el nuevo alcalde Samuel Moreno, aunque los estudios de esta vía ya habían sido completados.

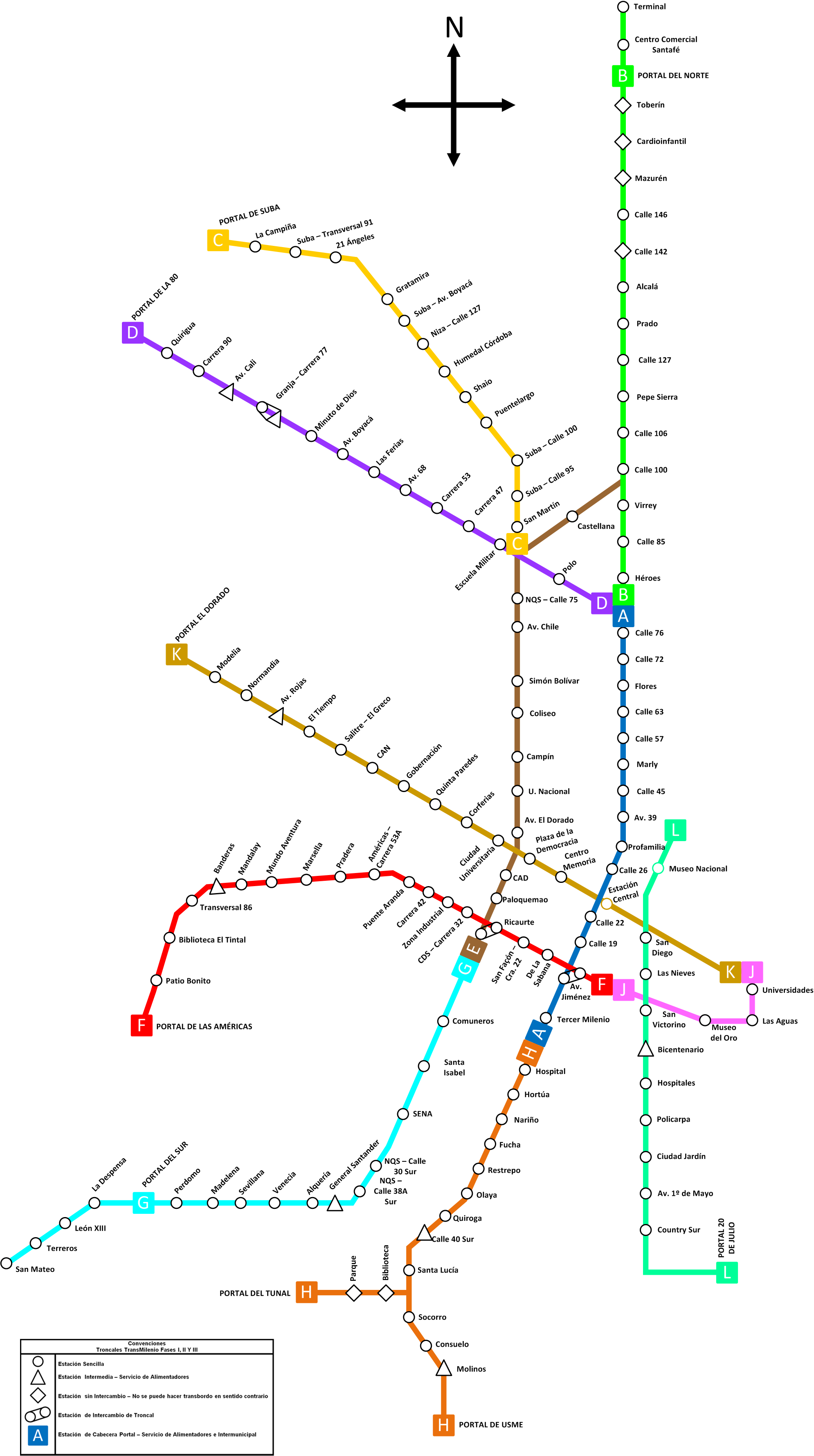
Mapa del sistema Transmilenio a 2012 Fases 1, 2 y 3

Además de sus nueve Portales (estaciones terminales), cuenta con otras modernas estaciones como las de Banderas, General Santander, Ricaurte y la estación elevada de la Avenida Suba con Avenida Boyacá, entre otras, que cuentan con atractivas construcciones mayoritariamente en cristal, servicio de ascensores y puentes y túneles peatonales.
Se calcula que 2 millones de bogotanos usan el sistema TransMilenio a diario. El pasaje tiene un precio de $2300 pesos colombianos en horas pico y en horas valle desde el 29 de enero de 2018
Se ha construido además una red de líneas de Ciclorrutas de más de 300 km, que es la más extensa de Latinoamérica, para promover el transporte alternativo y reducir el uso del automóvil. Su uso ha aumentado gradualmente, aunque aún falta conectar varias de las líneas y crear redes secundarias, terciarias y completar los sitios de encuentro como está presupuestado.
Cuenta con comunicación con el sistema TransMilenio gracias al servicio de cicloparqueo, que no tiene ningún costo adicional y que se puede encontrar en las estaciones: Portal Américas, Portal Sur - JFK Cooperativa Financiera, Portal Suba, Banderas, General Santander, Américas - Avenida Boyacá, Alcalá - Colegio Santo Tomás Dominicos, Biblioteca Tintal y Las Aguas - Centro Colombo Americano.

### Sistema Integrado de Transporte Público de Bogotá
El Sistema Integrado de Transporte Público de Bogotá (SITP) es el nuevo sistema de transporte que da paso a la integración operacional y tarifaria del Sistema de Transporte Colectivo y los buses del sistema TransMilenio. Con el sistema integrado de transporte, los usuarios pueden hacer transbordos con el pago de una fracción del segundo pasaje. La iniciativa nació en 2009 durante la alcaldía de Samuel Moreno, con el objetivo de sacar de circulación los buses, busetas y microbuses viejos de manera gradual, pasar de 67 a solo 16 empresas afiliadoras divididas en concesiones y renovar el sistema con flotas de buses más modernas y menos contaminantes, integrar características de Transmilenio como paradas específicas para evitar la congestión vial y tarjetas en lugar de dinero en efectivo para pagar el pasaje. Sin embargo, este no ha tenido tanto éxito ya que ha recibido duras críticas por parte de los ciudadanos sobre los conductores, la dificultad para comprender cómo funcionan las rutas y la calidad de los buses. Su implementación tuvo varios retrasos, se tenía prevista su inauguración en abril de 2011, después en noviembre de 2011 para finalmente ser inaugurado en septiembre de 2012 junto con la fase III de Transmilenio.
Una de las principales diferencias del SITP (comparado con el sistema colectivo) es la vinculación de los privados por medio de contratos de concesión. Para ello, la ciudad fue distribuida en trece zonas (y una zona neutra no asignada), las cuales fueron ofrecidas por licitación para su operación, junto a las futuras troncales de TransMilenio.
Las trece zonas fueron adjudicadas a 8 operadores. El antiguo esquema de afiliación, consistía en adjudicar permisos y rutas a los privados. Ahora, los contratos obligan a los operadores a cumplir unos requisitos. En caso de que no cumplan, se hacen acreedores de multas y sanciones. Las zonas son: Suba Oriental; Suba centro; Calle 80; Engativá; Fontibón; Tintal-Zona Franca; Kennedy; Bosa; Perdomo; Ciudad Bolívar; Usme y San Cristóbal. La zona neutra corresponde al Centro Expandido de Bogotá y no es asignado a ningún operador, por ser una zona hacia donde se dirigen buena parte de los viajes.
El Sistema Integrado de Transporte Público de Bogotá entró en funcionamiento en septiembre de 2012 con 2 rutas: 114A Altos del Zuque-Paloquemao operada por Consorcio Express, y P500 Centro Andino-Aeropuerto operado por Gmovil.

### Taxis

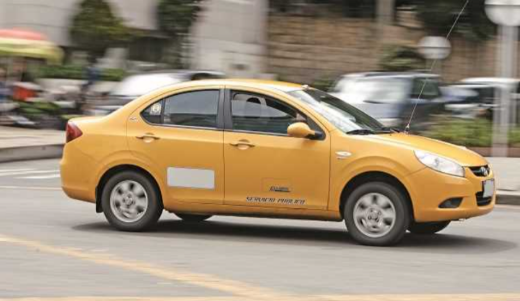
Taxi moderno, uno de los actuales en Bogotá.

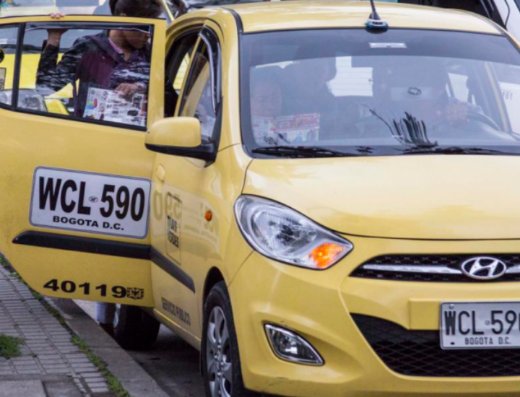
Taxi Público en la capital Colombiana.

Bogotá cuenta con sistema de taxis para viajes individuales o grupos cerrados (no para viajes compartidos), con taxímetro, en vehículos amarillos. Pese a ser una ciudad con una amplia oferta de transporte público (masivo y colectivo), el taxi representa entre el 6% y el 8% de los viajes motorizados en Bogotá y en 2009 se consideraba que existía una "sobre-oferta" de taxis. En 2015, la ciudad cuenta con 53.000 taxis registrados. 
Los taxis operan bajo el esquema de afiliación, un sistema en el cual el estado delega gratuitamente en empresas intermediarias (Empresas de afiliación) el monopolio del transporte. El propietario del taxi escoge una empresa afiladora para poder operar el vehículo.
Por ley (decreto), todo taxi en Colombia debe portar su tarjeta de control en un lugar visible, con la información de la tarifa, del vehículo y del conductor. En Bogotá, con el fin de evitar la permanente calibración de taxímetros a causa de la inflación, los taxímetros marcan unidades que son transformadas en dinero por medio de una tabla de correspondencias en la tarjeta de control.
Los traslados desde y hacia el aeropuerto, los servicios prestados durante la noche y los días festivos y los que se solicitan por teléfono, tienen un recargo. En cuanto a las tarifas, la carrera mínima cuesta COP 3900 (1.63 dólares); con un recargo nocturno (20:00 a 5:00) dominical y festivos de $1.900 (0.8 dólares), quedando la carrera mínima con recargo en COP 5800 (2.43 dólares). Además si el destino u origen del trayecto es el Aeropuerto o el Puente aéreo, hay un recargo adicional de $3900.
Como carrera mínima se considera cuando el taxímetro marca 50 o menos unidades (al subirse al vehículo, el taxímetro debe empezar desde 25 unidades) y cada unidad representa 100 metros o 30 segundos de espera y tiene un valor de 78 pesos (0.03 dólares).
En la ciudad se pueden encontrar a través de la guía telefónica varias agencias de alquiler de autos. Para tener acceso a este servicio es necesario portar licencia internacional o pase de conducción, pasaporte o cédula de ciudadanía y una tarjeta de crédito válida.

### Transporte intermunicipal
La ciudad cuenta con un Terminal de Transportes de Bogotá, ubicada en Ciudad Salitre Occidental dentro de la localidad de Fontibón. Esta terminal es el punto de partida todos los viajes intermunicipales. Está dividida en cinco módulos de terminales menores:
- Amarillo (1): rutas al sur del país.
- Azul (2): rutas al este y oeste del país.
- Rojo (3): rutas al norte del país y a toda Sudamérica.
- Verde (4): servicio de taxis intermunicipales e interdepartamentales.
- Morado (5): llegada de pasajeros y abordaje de taxis y buses de servicio urbano.

Además funciona un paradero satélite a la altura del Portal Norte de TransMilenio con destinos hacia el norte del país y algunos municipios de Cundinamarca, Boyacá y Santander, y otro a la altura de la estación Distrito Grafiti con destino a los municipios metropolitanos del occidente de la ciudad.
La ciudad se encontraba en mora de poner en funcionamiento Terminales de Transporte en los extremos norte y sur de la ciudad, pero ya ha iniciado su construcción la del sur.
La Terminal Satélite del Sur funciona a la altura del Portal Sur - JFK Cooperativa Financiera del sistema TransMilenio (Autopista Sur Con Avenida Bosa) y fue inaugurada en 2008, está ubicada en la Autopista Sur con Avenida Bosa. Presta sus servicios a destinos al sur del departamento de Cundinamarca (que se presta a las empresas que usan el Corredor de Transporte), Tolima, Risaralda,  Valle del Cauca, Cauca, Quindío, Putumayo y Caquetá.
La Terminal Satélite del Norte fue inaugurada en febrero de 2017. Su ubicación es en la Autopista Norte con Calle 193, en cercanías del hipermercado Makro y del Portal Norte del sistema TransMilenio. Presta sus servicios a destinos al norte de Cundinamarca, tales como Boyacá, Santander, Norte de Santander y la costa Atlántica.

## Proyectos futuros de transporte público en Bogotá

### Metro
Durante décadas se ha discutido la construcción de un sistema de transporte férreo en la capital, principalmente el Metro, que se empezó a construir en 2020 y tiene su fecha de inauguración para proyectada el 2028. 

### Tren de cercanías
El Tren de Cercanías de la Sabana de Bogotá está incluido en el Plan Maestro de Movilidad de la ciudad, y se espera el apoyo del gobierno nacional, que actualmente estudia y gestiona el proyecto, para su futura realización.
En 2004 el gobierno nacional reparó la línea férrea del norte, que de Bogotá llega hasta las Acerías y Cementos Paz del Río en Boyacá, para el transporte de carga durante los días hábiles, en cambio los fines de semana y festivos la línea férrea se utiliza para el Tren Turístico de la Sabana de Bogotá. Ocasionalmente la línea férrea del occidente también es usada para transporte de carga.

## Transporte privado
Se conoce como transporte privado aquel en el cual el viajero escoge la ruta, la hora de partida y la velocidad, a diferencia del transporte público en donde debe ceñirse a las rutas

### Bicicleta

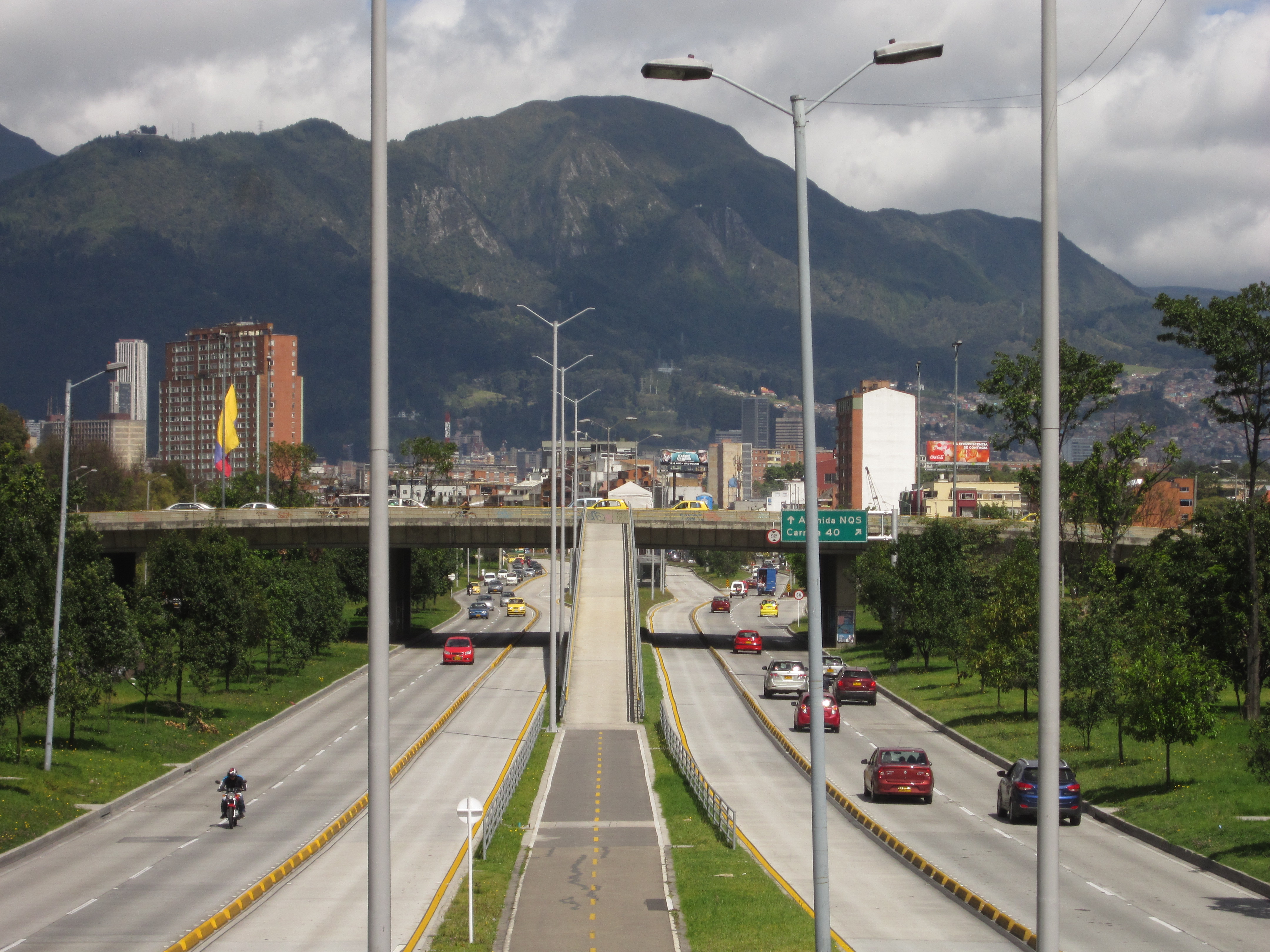
Ciclorruta en la avenida El Dorado.

Como alternativas al transporte vehicular en automóvil, la Alcaldía Mayor de Bogotá ha implementado las ciclorrutas. En la actualidad Bogotá cuenta con más de 300 km de ciclorutas. 
Estas y otras estrategias de la administración distrital, como el Día sin carro, y el Pico y Placa, han generado no solo controversia, sino también un creciente reconocimiento mundial a la ciudad por sus políticas a favor del espacio público, el transporte sostenible y las personas.
Desde los años 1970, durante los domingos y festivos se implementó un programa de ciclovía recreativa. Este programa fue creado como estrategia de salud pública y recreación.
Durante esa administración de Enrique Peñalosa, se realizó además una consulta popular, en la que los ciudadanos aprobaron no solo que existiera el día del no carro, una vez al año, sino que a partir de 2015, el Pico y Placa sería modificado para impedir la circulación de todo vehículo particular durante una hora más en la mañana y en la tarde. No obstante, en 2009, la medida del Pico y Placa fue ampliada para los vehículos particulares a todo el día (6:00 a 20:00)

### Automóvil

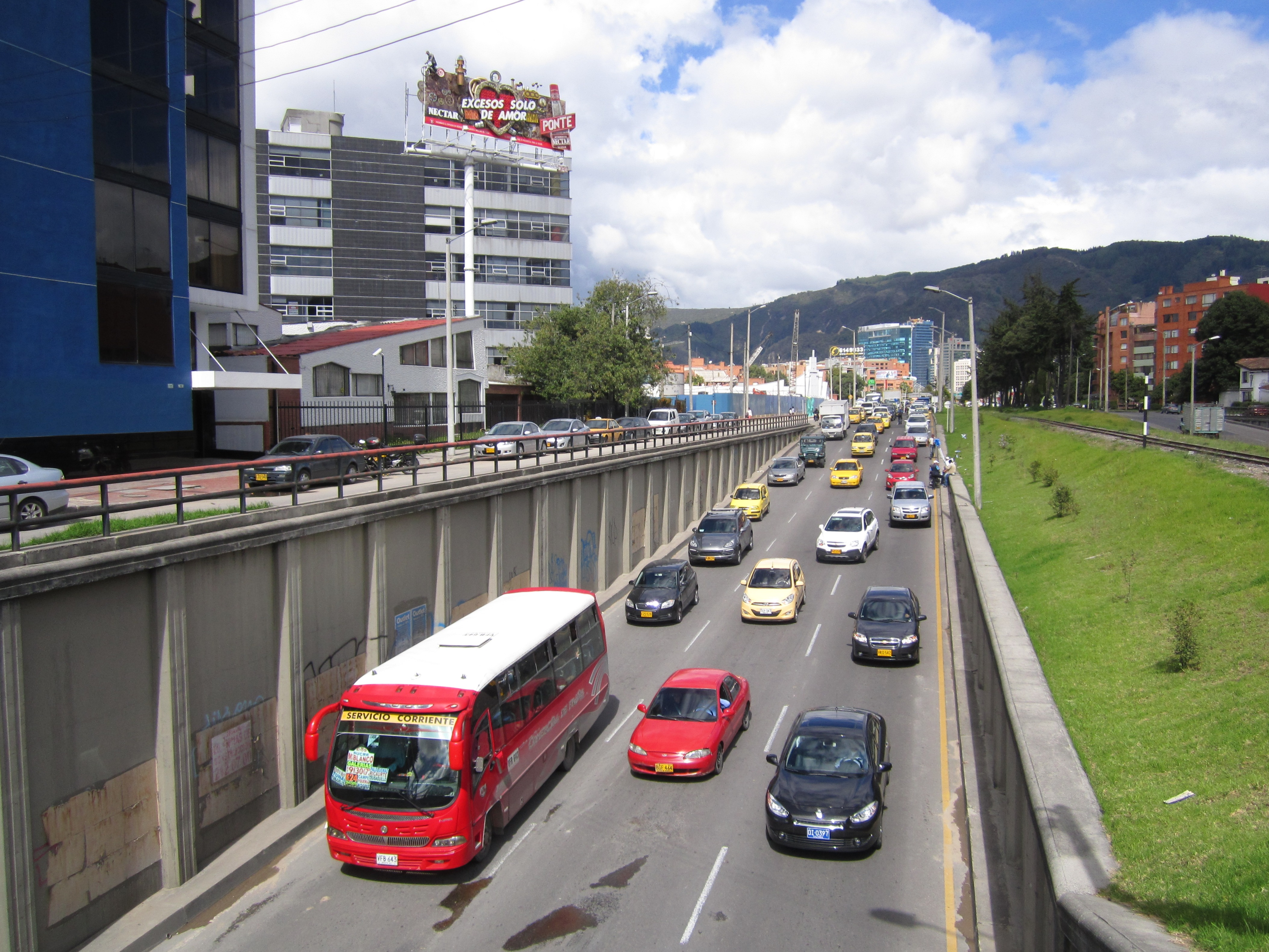
Automóviles privados en la avenida NQS.

La ciudad de Bogotá tiene cerca de un millón de automóviles privados. Desde hace más de una década existe una medida que regula el número de vehículo que pueden circular según el último número de la placa (Pico y Placa. Con todo y esto, en el presente la ciudad presenta congestión.
Según un estudio de la Universidad de los Andes cada década habrá un aumento de un millón más de vehículos.
Pese a que en Bogotá el Plan Maestro de Movilidad propende hacia la movilidad sostenible, donde el automóvil tiene menor protagonismo, las acciones de los últimos años no han sido suficientes para desincentivar su uso. El automóvil es reconocido como no ser compatible con la movilidad sostenible.

### Peatón
La ciudad de Bogotá cuenta desde finales de los años 90, con un programa integral de espacio público. Esto permitió la construcción andenes o veredas (banquetas) con árboles y mobiliario urbano.

## Transporte aéreo
En 1919 se inauguró el Aeropuerto de Techo, que fue reemplazado en 1959 por el Aeropuerto Internacional El Dorado, construido durante el gobierno de Gustavo Rojas Pinilla en la localidad bogotana de Fontibón. Este terminal aéreo es el más importante del país, con un muelle nacional y otro internacional, además de un terminal de carga compuesto por dos muelles.

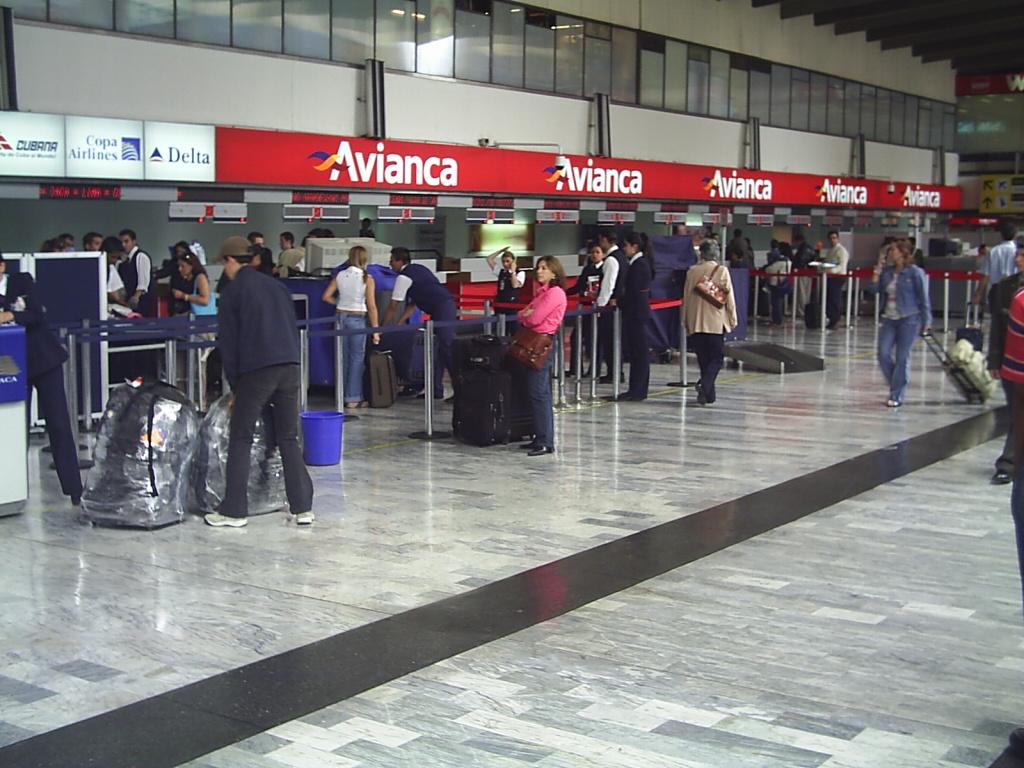
Antiguo Aeropuerto Internacional El Dorado.

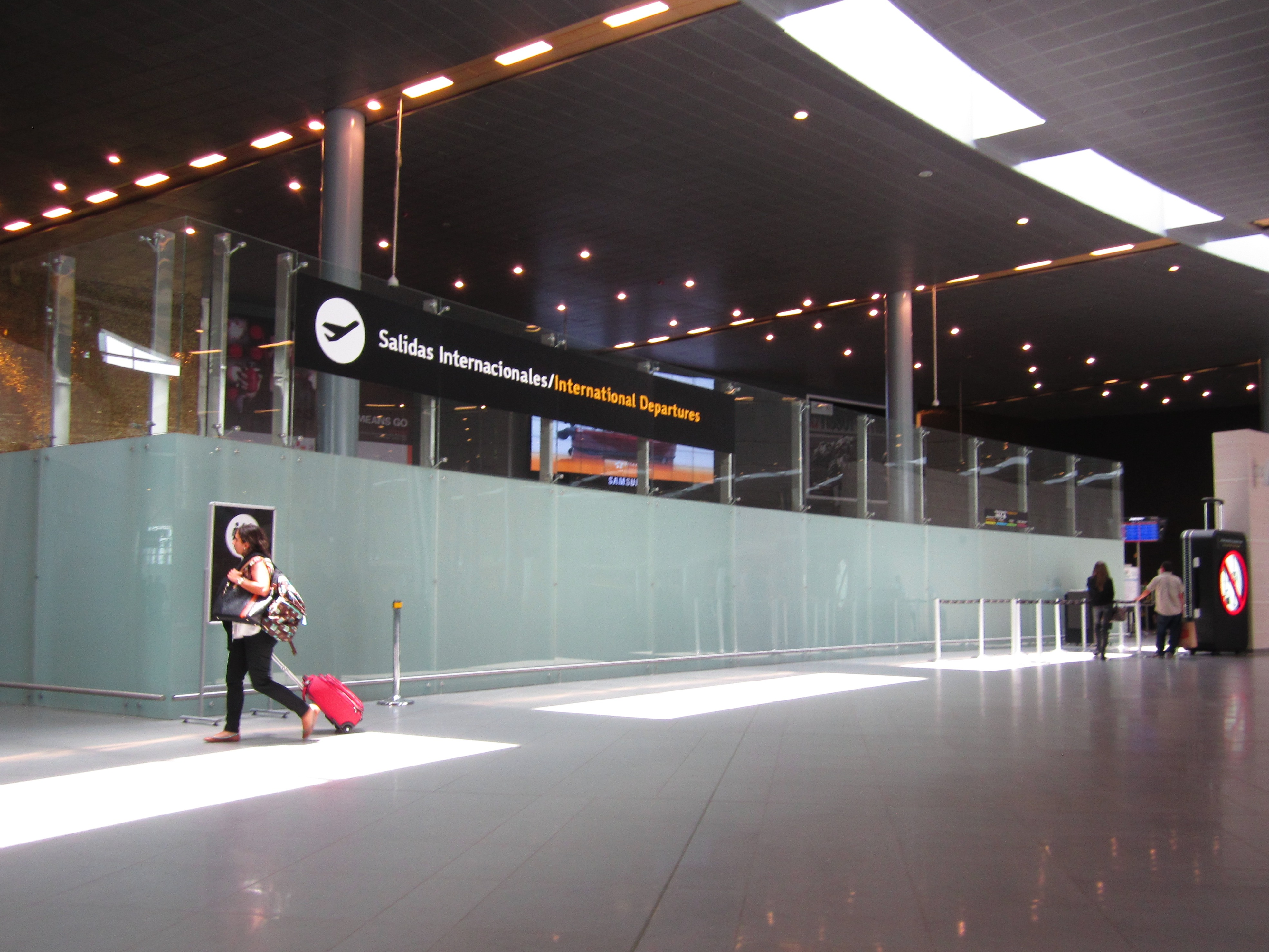
Salidas internacionales.

En 1998 se inauguró una segunda pista, actualmente el aeropuerto internacional El Dorado es uno de los más importantes de Latinoamérica y es el primer aeropuerto en cuanto a movimiento de carga de todo Latinoamérica, y el tercero en cuanto a movimiento de pasajeros.
El Aeropuerto Internacional El Dorado maneja a través de diferentes aerolíneas nacionales e internacionales, vuelos directos a los siguientes destinos: Internacionales: Dallas, Los Ángeles, Washington, Atlanta, Newark, Miami, Toronto, Fort Lauderdale, Ciudad de México, New York, Houston, Orlando, Cancún, Bridgetown, La Habana, San Juan de Puerto Rico, Punta Cana, San Salvador, Ciudad de Guatemala, Panamá, Santo Domingo, Willemstad, San José, La Habana, Quito, Buenos Aires, Caracas, Lima, La Paz, Fortaleza, Río de Janeiro, Cuzco, Santiago de Chile, São Paulo, Guayaquil, Valencia, Madrid, París, Fráncfort del Meno, Londres, Barcelona, Ámsterdam, Puerto España  y Estambul.
Debido a la congestión presentada en el Aeropuerto El Dorado, en 1981 fue inaugurado un aeropuerto anexo denominado Puente Aéreo, administrado por la aerolínea Avianca. Este terminal maneja todos los vuelos nacionales de la compañía y de su subsidiaria Sociedad Aeronáutica de Medellín (SAM) que hacen las rutas nacionales e internacionales de Avianca.
Las nacionales son Armenia, Barrancabermeja, Barranquilla, Bucaramanga, Cali, Cartagena, Cúcuta, Ibagué, Manizales, Medellín, Montería, Neiva, Pasto, Pereira, Popayán, San Andrés, Pereira, Tumaco y Valledupar.

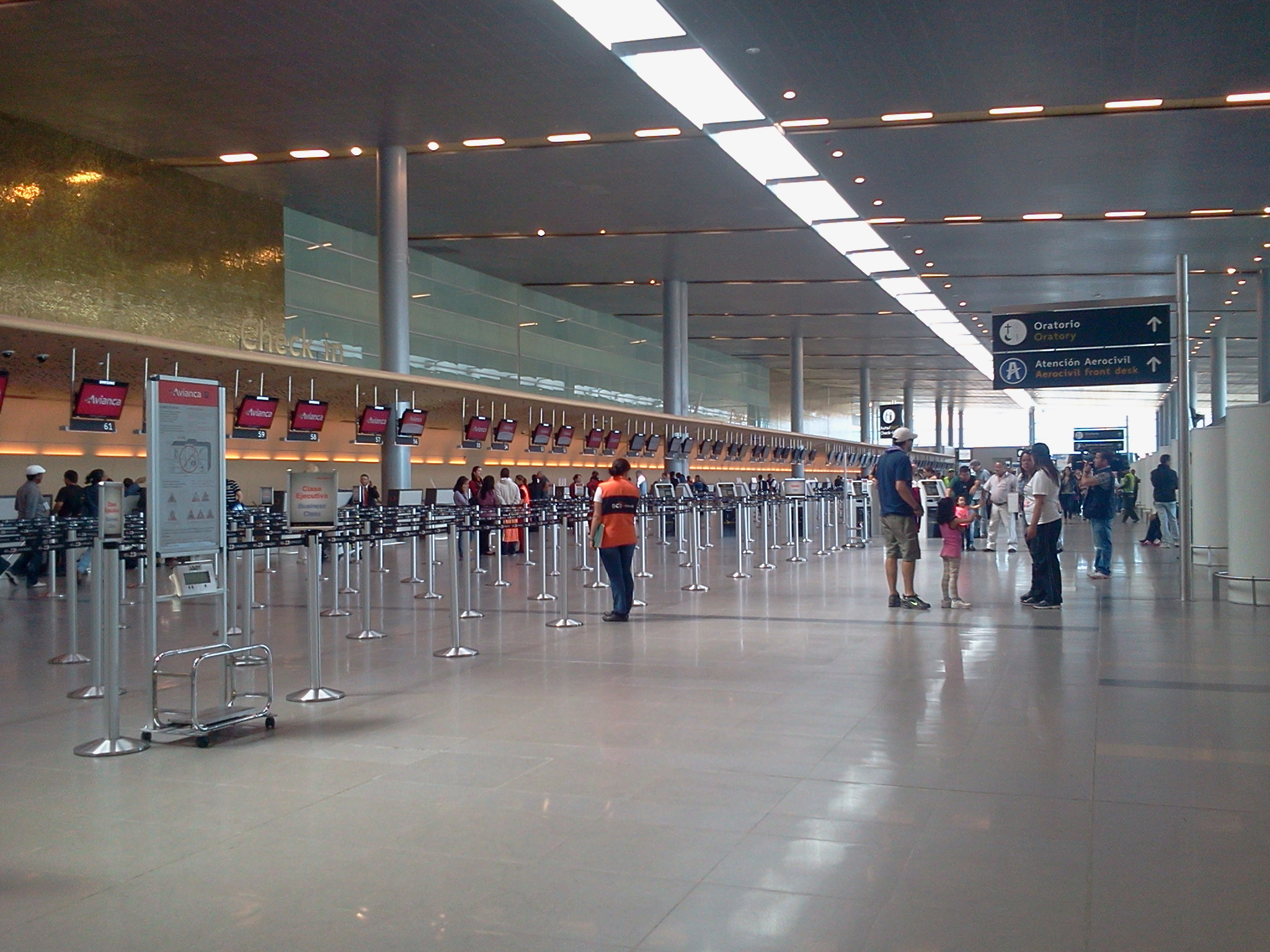
Área de embarque de los vuelos nacionales.

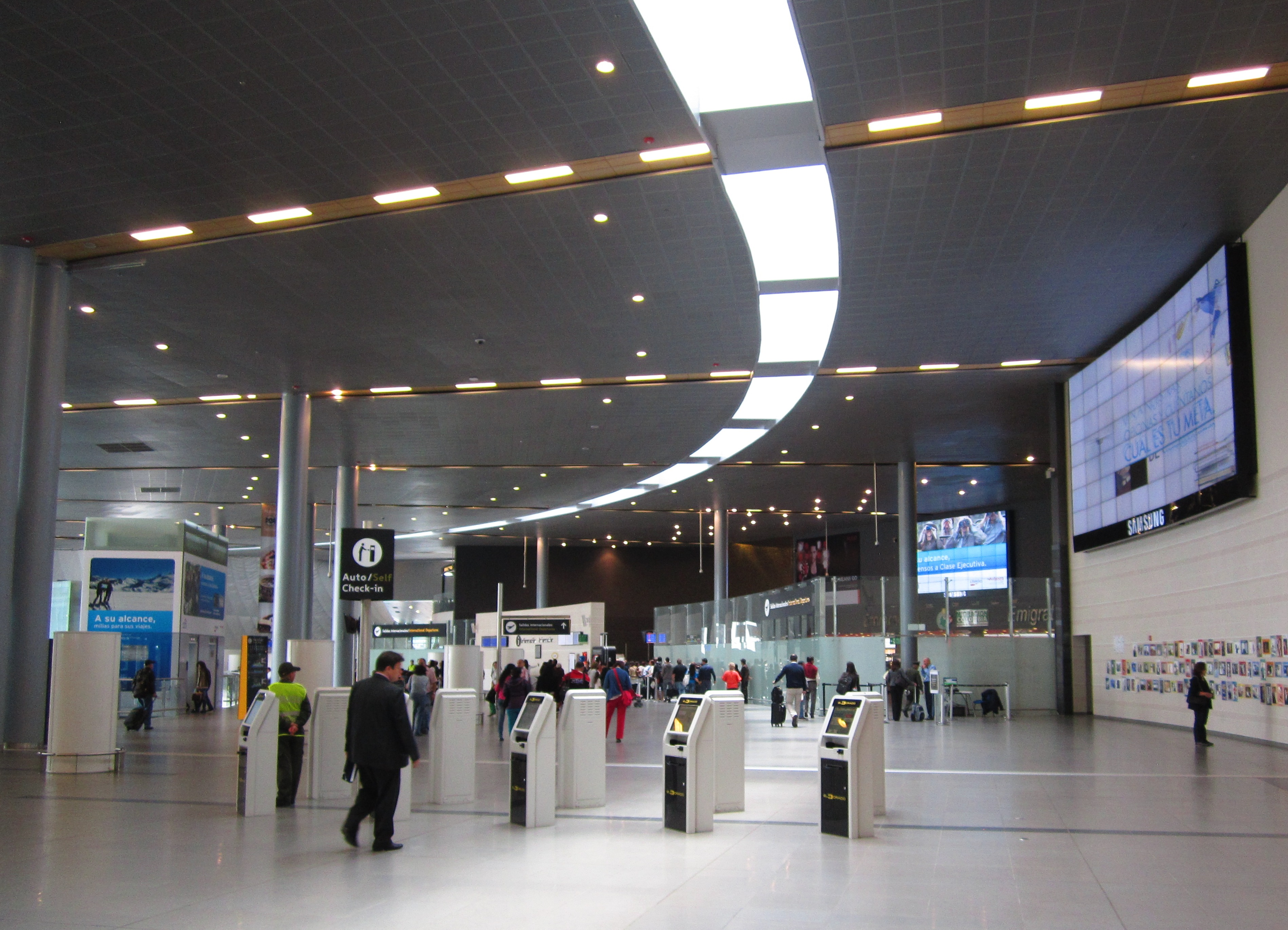
Interior del aeropuerto.

Anexo a El Dorado se encuentra el Aeropuerto Militar CATAM (Comando Aéreo de Transporte Militar), reservado para vuelos militares y gubernamentales.
Todo el complejo de El Dorado (Aeropuerto Internacional, Puente Aéreo y CATAM) conforma el aeropuerto con mayor volumen de carga de Amérca Latina y el tercero en cuanto a pasajeros en América Latina (después de Ciudad de México y São Paulo), con más de 30 millones de viajeros por año.
En zona rural de Suba, localidad al noroeste de Bogotá, se encuentra el Aeropuerto Guaymaral, con capacidad de permitir el aterrizaje de pequeñas aeronaves y manejar la operación aérea de la policía metropolitana. En el vecino municipio de Madrid, ubicado en la zona metropolitana de Bogotá, se encuentra un aeródromo que funciona como una importante base aérea de la Fuerza Aérea Colombiana.
En 2006 se entregó la licitación para la concesión por veinte años del complejo aéreo de El Dorado, esto, con el fin de efectuar una gran remodelación durante los próximos cinco años. Se busca ampliar el espacio del aeropuerto para aumentar su capacidad a 16 millones de pasajeros, el doble de la actual. Todo lo anterior permitirá convertir al Aeropuerto Internacional El Dorado en uno de los más grandes centros de operaciones aéreas del continente.
Sin embargo debido a problemas estructurales descubiertos en el edificio principal, se tomó la decisión de cancelar la remodelación que se venía adelantando, para demolerlo y finalmente construir un nuevo aeropuerto en el mismo lugar.
El nuevo Aeropuerto Internacional El Dorado será sin duda el mayor proyecto de infraestructura en la ciudad, cuando este terminado a mediados del 2012, será el aeropuerto más grande y moderno de toda Latinoamérica y uno de los principales núcleos de interconexiones y escalas del continente americano, que sin duda podrá manejar todos los pasajeros y la carga que esta ciudad recibirá en su renacer económico.
El aeropuerto contará con cuatro terminales, la A, vuelos nacionales, la B, vuelos Internacionales y chárter, la C vuelos de Avianca y la D, la mayor terminal de carga del continente; contará con tres estaciones de TransMilenio.
Se estima que cuando el terminal este construido pasarán por él de 9'600.000 pasajeros en 2008 a 16'400.000 pasajeros en el 2015.[cita requerida]
El aeropuerto será más grande que los aeropuertos de Sao Paulo, Ciudad de México y Santiago de Chile.[cita requerida]
El 12 de agosto de 2009 el Congreso de la República aprobó la ley que cambia el nombre del aeropuerto por Aeropuerto internacional Luis Carlos Galán en honor al líder liberal asesinado en 1989.
En 2013 se comenzaron estudios para un aeropuerto alterno para Bogotá. El alcalde Gustavo Petro y el presidente Juan Manuel Santos anunciaron que el aeropuerto alterno estaría en el municipio de Madrid y funcionaria para los vuelos privados y militares.
En marzo de 2014, se estrena el servicio de taxi aéreo, para uso exclusivo para ejecutivos de las empresas privadas, lo cual permitirá a estos dejar de usar el transporte terrestre y parará únicamente en los helipuertos autorizados.
El 26 de abril de 2016, se dio a la tarea de comparar los diferentes medios de transporte que utilizan los bogotanos diariamente para llegar a su trabajo.